# 聖熱訥維耶沃 (密蘇里州)
聖熱訥維耶沃（英語：Ste. Genevieve）是位於美國密蘇里州聖熱訥維耶沃縣的城市。同時該地也是聖熱訥維耶沃縣的縣治。

## 人口
根據2020年美國人口普查的數據，聖熱訥維耶沃的面積為10.11平方千米，當中陸地面積為10.10平方千米，而水域面積為0.01平方千米。當地共有人口4999人，而人口密度為每平方千米494人。